# Sherbrooke Phoenix
Sherbrooke Phoenix (francouzsky Phoenix de Sherbrooke) je kanadský juniorský klub ledního hokeje, který sídlí v Sherbrooku v provincii Québec. Od roku 2012 působí v juniorské soutěži Quebec Major Junior Hockey League. Založen byl v roce 2012 jako nástupce zaniklé frančízy Lewiston Maineiacs. Své domácí zápasy odehrává v hale Palais des Sports Léopold-Drolet s kapacitou 3 643 diváků. Klubové barvy jsou námořnická modř, nebeská modř a béžová.

## Přehled ligové účasti
Zdroj: 
- 2012– : Quebec Major Junior Hockey League (Západní divize)